# Château Vieux (Mont-de-Marsan)
Pour les articles homonymes, voir Château-Vieux et Château de Châteauvieux.
Le château Vieux (Castèl vièlh en gascon) est un ancien château fort de Mont-de-Marsan aujourd'hui disparu.

## Présentation

### Origines
Jusqu'au début du XIIe siècle, le siège de la vicomté de Marsan est la ville de Roquefort, où les vicomtes de Marsan vivent dans leur château de Marsan, , . Bien qu'aucun texte ne le précise, le Château-Vieux est probablement édifié sous Pierre de Marsan, premier vicomte de Marsan de grande envergure disposant de la puissance nécessaire à une telle entreprise. Son mariage avec Béatrix de Bigorre lui ayant également conféré le titre de comte de Bigorre et de seigneur d'une partie de Saragosse, il devint un des plus puissants seigneurs de Gascogne.
La date de construction de ce premier château fort à Mont-de-Marsan, dans l'actuel département français des Landes, est inconnue, faute d'archive. On ignore notamment si elle précède ou coïncide avec la fondation de Mont-de-Marsan par le vicomte Pierre de Marsan, entre 1133 et 1144. Il existait peut-être déjà avant cette date à la confluence de la Douze et du Midou une tour primitive de surveillance du transport fluvial érigée par les vicomtes, peut-être par Loup-Aner, le père de Pierre. Cette hypothèse repose sur un texte daté de 1108 qui parle d'une tour seigneuriale à Roquefort. Les vicomtes ont pu en ériger une autre plus en aval, préfigurant le château vicomtal de Mont-de-Marsan.
Le choix du site répond à des intérêts stratégiques et commerciaux, en un point naturellement protégé par deux cours d'eau et permettant une rupture de charge entre voie de terre et rivière connu depuis Antiquité, comme l'attestent des traces d'occupation découvertes en bordure des deux rivières lors de plusieurs fouilles archéologiques. L'implantation d'un château en ce lieu permet ainsi de contrôler les échanges du port de Mont-de-Marsan tout en assurant aux populations la protection vicomtale, phénomène caractéristique des XIe et XIIe siècles en France.

### Situation
Le château occupe l'extrémité d'un éperon rocheux de 400 mètres de long sur 225 mètres de large, correspondant à l'emplacement de l'actuel théâtre municipal de Mont-de-Marsan et une partie de la place Charles-de-Gaulle. Il est naturellement protégé par la Douze et le Midou et à l'origine, par un fossé joignant les deux rivières et donc rempli d'eau, qui sera comblé à la fin du XIIIe siècle et au début du siècle suivant pour être remplacé par les remparts de Mont-de-Marsan. Le château tient sous sa menace les routes conduisant aux deux seuls ponts de l'époque (le pont de la Porte-Campet sur la Douze et le pont du Bourg sur le Midou) et les rues les prolongeant. Le périmètre du bourg castral primitif de forme ovale est délimité par la rue Dominique-de-Gourgues à l'Ouest, la rue Lacataye au Sud, la rue Pujolin à l'Est et la rue Armand-Dulamon prolongée par la rue Victor-Hugo au Nord. Il inclut le château Vieux à l'Ouest et l'église prieurale de la Madeleine à l'Est, reliés par la rue Robert Wlérick, constituant le premier axe du bourg Vieux.

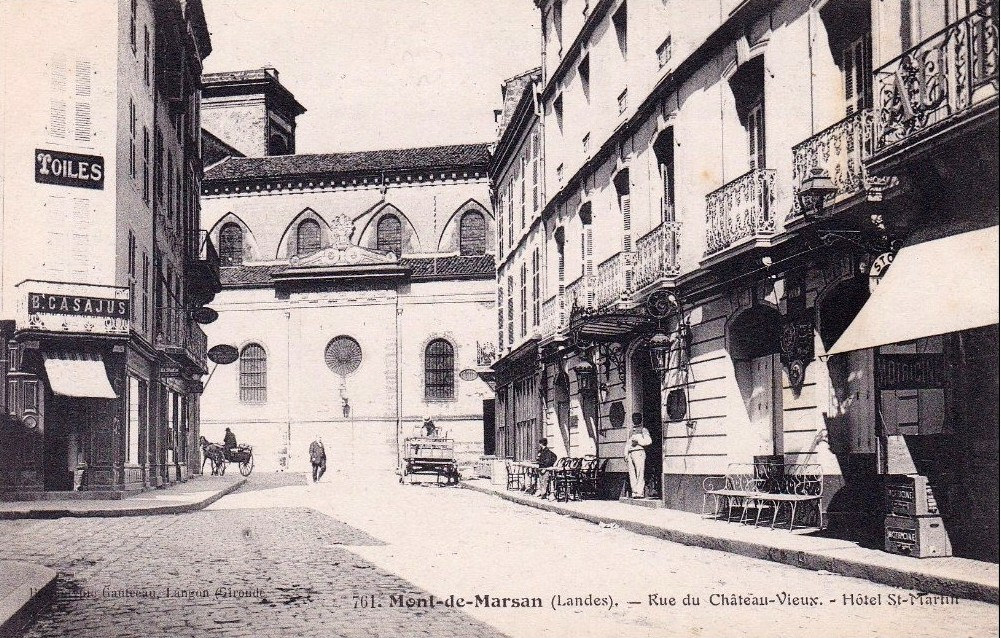
Ancienne « rue du Château Vieux » (actuelle rue Robert Wlérick), une des premières de la cité, reliant le château vicomtal à l'église prieurale de la Madeleine, dans le bourg Vieux. L'hôtel Richelieu est visible sur la droite.

### Nom
Le nom de « Château Vieux » lui est donné à la suite de la construction plus tardive du château de Nolibos au XIIIe siècle. Bien que de faible importance, le château Vieux permet d'assurer la protection de la ville, de contrôler le commerce fluvial du port de Mont-de-Marsan, d'administrer le moulin à eau de Mont-de-Marsan et de protéger et de surveiller les habitants de la cité.

### Architecture
Le château conserve une structure générale du XIIe siècle, date de son édification. A ce titre, il est moins complexe que le château de Nolibos, édifié deux siècles plus tard. Il se compose d'un corps de logis flanqué d'une tour à deux étages voutés, située dans un angle du bâtiment, près de la rivière. L'ensemble est ceint d'une muraille dans laquelle une grande porte de bois surmontée d'une tour voûtée, à créneaux et mâchicoulis, donne accès à la cour où s'élève ledit corps de logis. La présence de mâchicoulis indique que des modifications défensives sont apportées au château initial car ce dispositif n'apparaît qu'au XIVe siècle, en remplacement des hourds.
Dans le rapport du 22 juin 1609 commandé par le roi Henri IV, le corps de logis est à l'état de ruine. Dans une partie encore couverte sont installés l'auditoire royal, le présidial et le temple protestant. Dans la tour en partie ruinée, adjacente au corps de logis, au rez-de-chaussée près de l'auditoire, se trouvent les cachots voûtés, surmontés d'une pièce. Tout près, contre l'angle du corps de logis, s'élève une chapelle voûtée, éclairée par deux petites baies garnies de barreaux de fer. Les réparations nécessaires sont considérables car presque toutes les charpentes sont endommagées et les murs de la tour se lézardés. Il n'existe pratiquement plus aucun plancher dans les salles. Visiblement. Aucun escalier ni cheminée ne figure dans l'inventaire de 1609, contrairement au château de Nolibos. Lors de la démolition, l'estimation réalisée en 1807 sur les lieux montre que les murs atteignaient 1,70 m d'épaisseur dont 70 cm en pierres d'appareil et que l'intérieur des deux parements est rempli d'un blocage de moellons liés au mortier.

### Historique
Moyen Age
Avant la construction du Château-Vieux, les vicomtes résident notamment dans leur château de Marsan, à Roquefort. À partir de son édification au XIIe siècle, ils y ont sans doute emménagé de façon définitive. A sa création, le château devient ainsi la résidence principale du vicomte et de sa famille, le siège de la vicomté de Marsan, cour souveraine et de justice. Les vicomtes y reçoivent l'hommage de la communauté de la ville et des seigneurs vassaux.
Forts de leurs alliances, les vicomtes de Marsan, au fil des générations, deviennent tour à tour seigneurs de Bigorre, de Comminges et de Béarn. La vicomté de Marsan n'est plus alors qu'un de leurs fiefs parmi d'autres à administrer et défendre et ils ne séjournent que de manière intermittente dans le château vicomtal de Mont-de-Marsan après le décès en 1178 de Centule III, fils de Pierre de Marsan.
La construction d'une nouvelle demeure (qui prendra le nom de donjon Lacataye) par la vicomtesse Marguerite de Moncade est sans doute motivée par l'inconfort du château vicomtal. Mais les vicomtes y font toutefois des séjours occasionnels, le château conservant malgré tout une fonction politique et symbolique forte du pouvoir vicomtal. De nombreux actes y sont ainsi signés : la vicomtesse Mathe de Matha y paraphe en 1256 l'acte d'achat de la seigneurie de Beyrie au Frêche, qu'elle offre plus tard aux Clarisses pour qu'elles y fondent un couvent. A sa majorité, Gaston Fébus y renouvelle les serments d'hommages. Il passe quelques jours au Château-Vieux afin de rencontrer ses sujets montois ou les délégations des paroisses voisines : le 2 mars 1346, il préside la cérémonie de réception du maire et des jurats qui revêt une solennité particulière, puis, du 16 au 19 mars, il reçoit les hommages des communautés de Bougue, Beaussiet, Campagne, Lucbardez, Maillères, Saint-Avit, Saint-Martin-d'Oney et Saint-Médard-de-Beausse. Du 26 au 30 mars 1346, les nobles dépendant de la cour seigneuriale ou cour des Cehrs, lui rendent hommage en ces lieux. Il passe une dernière fois au château afin de recevoir les jurats de Roquefort et leur confirmer les fors. Son pouvoir assuré, il installe en permanence un lieutenant-général qui prend résidence au Chareau-Vieux. Il choisit des hommes forts, fidèles et dévoués comme en 1357, Bertrand deus Pujols, originaire de Foix, précédemment son lieutenant-général en Béarn puis, en 1373, Bernard d'Aydie, en 1378, son cousin Pierre-Arnaud de Béarn et enfin en 1390, Arnaud-Guilhem de Morlanne, son demi-frère.
Le château continue sans doute d'être entretenu tant qu'il reste la propriété des vicomtes et que ces derniers y passent du temps, même occasionnellement. Or il est concédé à la ville par Catherine de Navarre, épouse de Jean d'Albret, par un acte du 19 septembre 1488, ce qui indique qu'il n'est plus à cette époque qu'un lointain souvenir pour cette famille, dont le siège du pouvoir se situe dorénavant ailleurs. La charge d'entretien est sans doute conséquente pour la municipalité.
XVIe siècle
C'est au Château-Vieux, et non au château de Nolibos, plus moderne et confortable, qu'Henri III de Navarre (le futur roi Henri IV) séjourne lors de sa venue en ville, tout comme Catherine de Médicis et son fils le roi Charles IX en mai puis en juillet 1565 lors du Grand Tour de France, tout en se plaignant « de l'incommodité des lieux ». Le château subit les outrages des guerres de religion : en septembre 1569, le capitaine Blaise de Monluc, commandant des troupes catholiques,  entre dans la ville, prend le Château-Vieux et massacre la garnison. En 1580, Bertrand de Poyanne, gouverneur de Dax et chef des catholiques de Gascogne, s'empare de Mont-de-Marsan et commence la démolition du château afin d'empêcher les protestants de l'occuper. Le roi Henri IV parvient toutefois à faire cesser cela avant la destruction totale de l'édifice, qui est toutefois pillé durant une bonne partie du XVIe siècle. Ce qu'il en reste sert de temple pour le culte des protestants : des accords passés le 27 octobre 1595 entre catholiques et protestants permettent à ces derniers d'utiliser une partie du Château-Vieux pour leurs prêches et prières (toutefois, à partir de 1627, le culte réformé n'est plus célébré, semble-t-il en ville et le temple de Mont-de-Marsan ne sera construit qu'en 1870). Une autre partie du château sert de cour sénéchale, de présidial et de prison.
XVIIe siècle
Le roi Henri IV fait réaliser un inventaire détaillé de ses châteaux de Navarre afin d'évaluer les réparations nécessaires. Dans ce cadre, une commission composée d'officiers royaux fait une inspection approfondie du Château-Vieux le 22 juin 1609. Le procès-verbal présente un château dans un état déplorable, présidial et auditoire royal « campant » au milieu des ruines de bâtiments, dont murs et tours menacent de s'effondrer.
Deux ans plus tôt, en 1607, les Etats de Marsan sont réunis au domaine de la Couronne. Cela entraîne un différend entre représentants de la ville et officiers royaux, comme en témoigne un passage du procès-verbal de ces derniers. Le maire et les jurats souhaitent en effet conserver la propriété du château et disposent des actes prouvant cette donation en 1488. Ils souhaitent également rester investis de la justice criminelle. Mais les prisons et la justice ne constituent qu'une partie des fonctions du château. Finalement, par un acte du 16 décembre 1613, Jean Delaborde, lieutenant criminel à la sénéchaussée de Saint-Sever, confirme que la municipalité reste bien propriétaire des prisons et du palais de justice dans la partie non démolie du Château-Vieux.
XIXe siècle
Mont-de-Marsan devient le chef-lieu du département des Landes créé en 1790, et se dote à ce titre au cours du Premier Empire de bâtiments administratifs à hauteur de son nouveau statut. Ainsi, l'hôtel de la préfecture des Landes devient le nouveau siège du pouvoir exécutif et le palais de justice de Mont-de-Marsan ainsi que la prison de Mont-de-Marsan sont achevés en 1809. Ayant perdu l'ensemble de ses fonctions, le château est désaffecté. La municipalité, toujours propriétaire des lieux, décide dès 1807 de la démolition de cette « masse antique et hideuse » pour libérer des espaces fonciers en centre-ville propres à accueillir des nouveaux projets d'aménagement. La démolition effective du château débute trois ans plus tard, en 1810. Un dessin de l'architecte du département Rieutord représente en 1813 des ouvriers travaillant encore sur les décombres informes de l'ancienne forteresse.

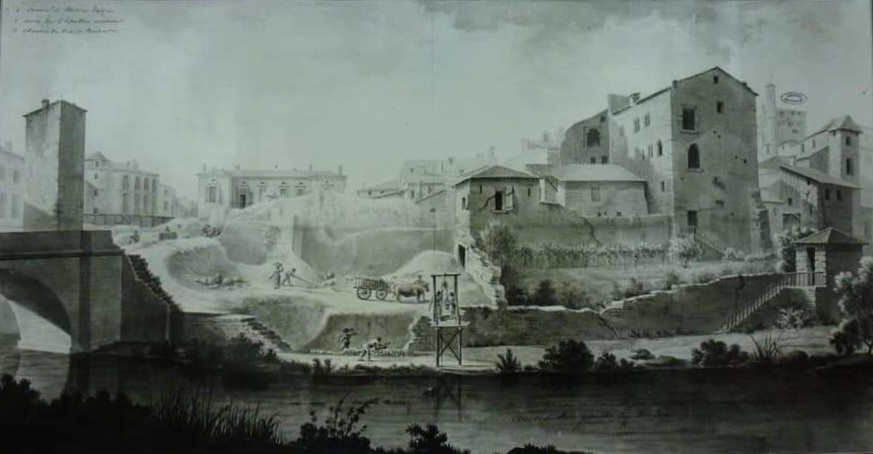
Dessin de 1813 de l'architecte du département Rieutord représentant la démolition du château. L'orignal est conservé aux Archives nationales de France.

De nos jours
Il en reste de nos jours un modeste vestige, un pan de mur situé rue Lacataye, proche de la rue Molière. Cette dernière portait encore au XIXe siècle le nom de rue des fossés, perpétuant le souvenir des fossés disparus joignant jadis Douze et Midou. 

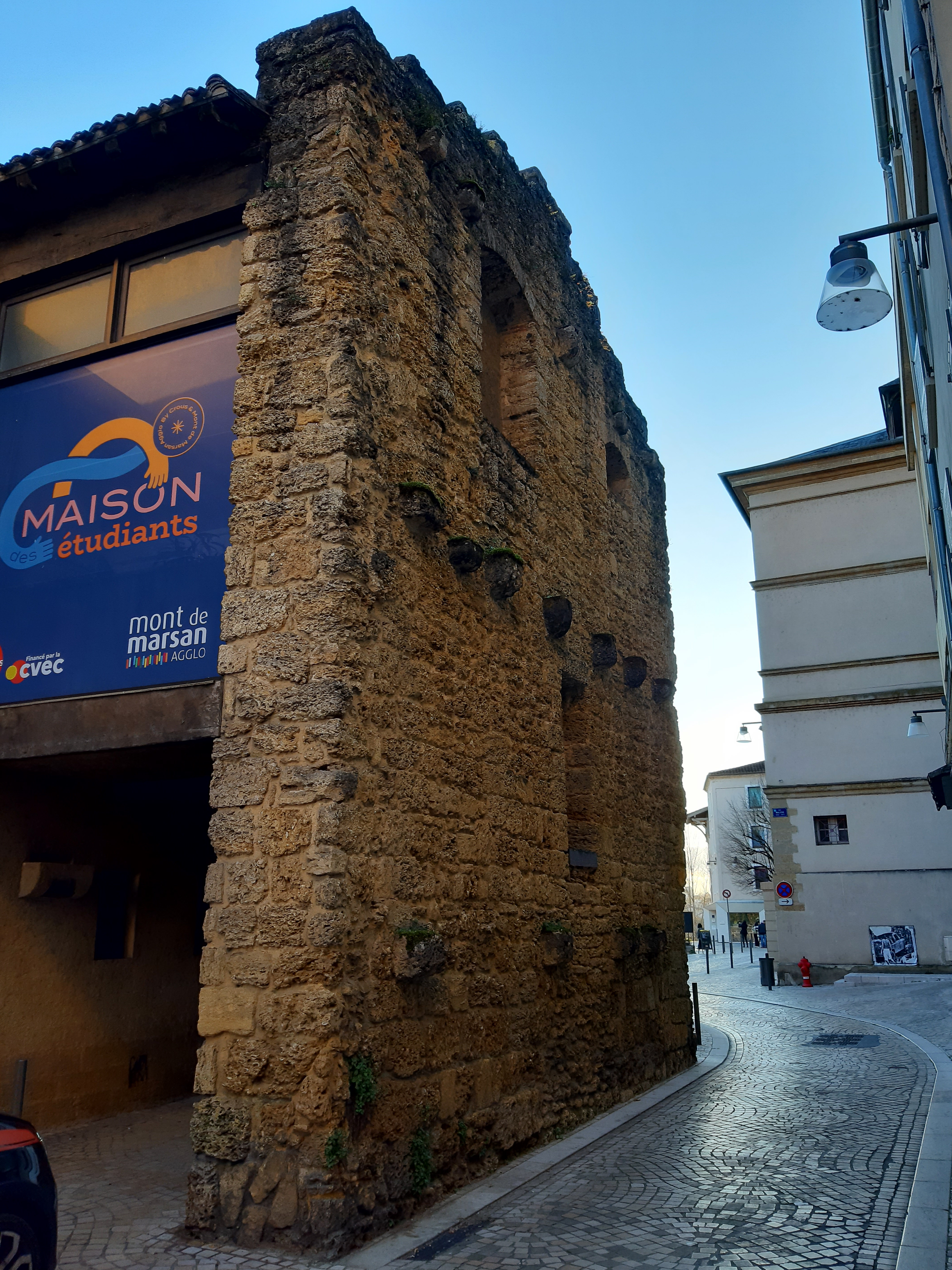
Pan de mur, ultime vestige du château
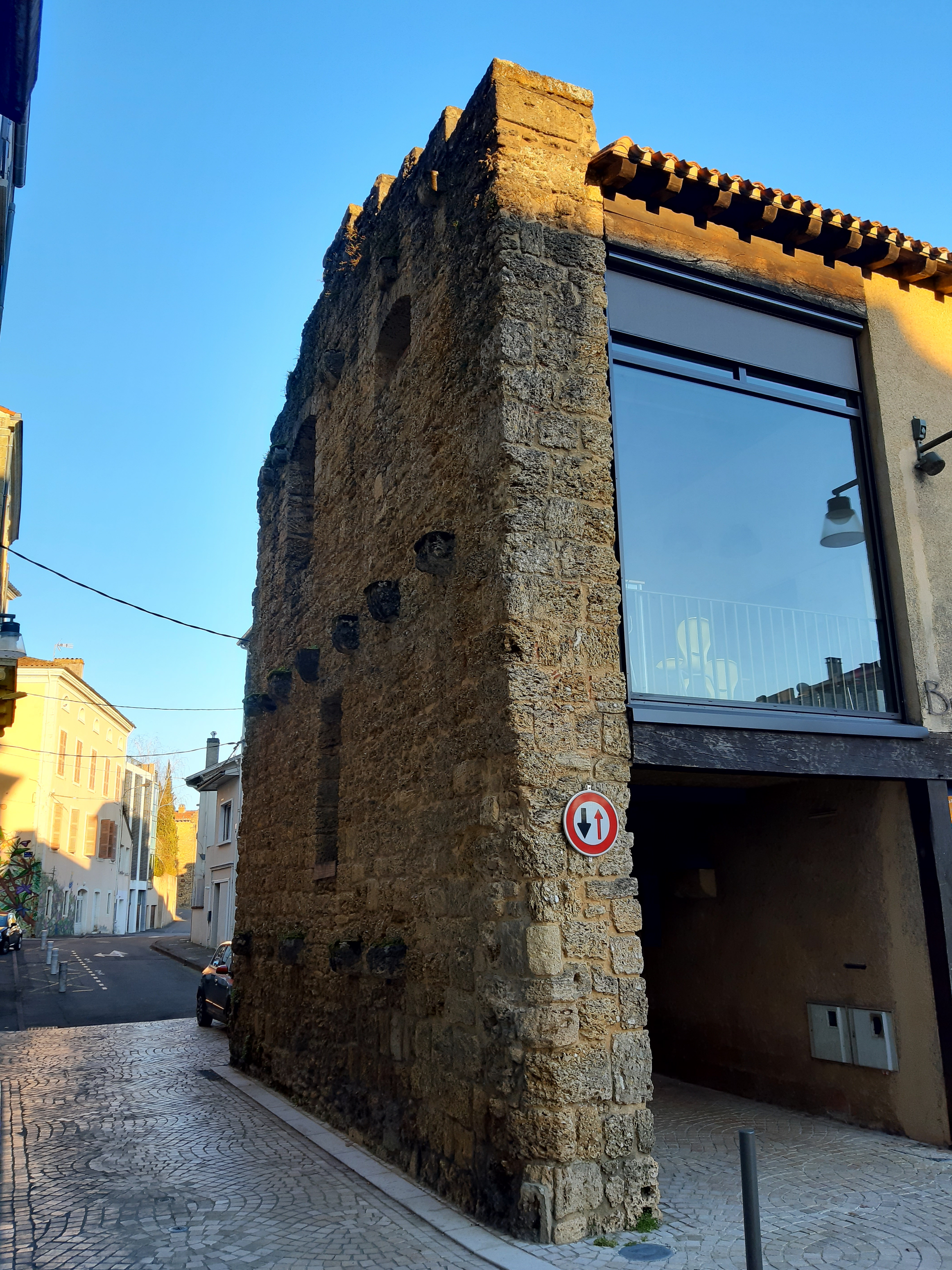